# Witzmannsberg (Ahorn)
Witzmannsberg ist ein Gemeindeteil der oberfränkischen Gemeinde Ahorn im Landkreis Coburg.

## Geographie
Witzmannsberg liegt etwa sieben Kilometer südwestlich von Coburg auf einem Höhenrücken. Die Kreisstraße CO 16 verbindet den Ort mit Eicha und Seßlach. Der Altort liegt in der Ortsmitte, größere, neue Siedlungsgebiete sind im Norden vorhanden. Im Nordosten ist der Nachbarort Eicha mittlerweile baulich mit Witzmannsberg zusammengewachsen.

## Geschichte
Witzmannsberg wurde nach 800 erstmals als „Wicemannesberg“ in den Traditionen des Klosters Fulda genannt, die auf einer Abschrift im Codex Eberhardi aus dem 12. Jahrhundert beruhen.
Beim Ausbau des Besitzes des Klosters Langheim zum Klosterhof Tambach wurde Witzmannsberg 1177 urkundlich erwähnt, als vom Hochstift Würzburg ein Zehnt zu Wicemannesberg an Langheim kam. Noch vor 1180 gelang dem Kloster die restlose Erwerbung des Zehents zu Witzmannsberg. Eine weitere urkundliche Erwähnung erfolgte am 27. Juni 1226, als der Würzburger Bischof Hermann von Lobdeburg einen Streit zwischen Ulrich von Calwenberg (Callenberg) und dem Abt des Klosters Langheim schlichtete. Ulrich von Calwenberg und seine Brüder mussten dabei auf den Hof zu „Burckersdorf“, das spätere Tambach, und die Güter in den zugehörigen Dörfern Altenhof („Vetus curia“), Weitramsdorf („Weitersdorf“), Gersbach („Gersbech“), Neundorf („Neuendorf“) und Witzmannsberg verzichten.
Später hatte das Kloster ganz Witzmannsberg in seinen Besitz gebracht. Der Ort gehörte damit zu den freien Mönchsdörfern des Klosteramtes Tambach. Im Verlauf des Dreißigjährigen Krieges wurde der Ort weitgehend zerstört. Franken wurde 1803 Jahr ein Teil Bayerns und im Zuge der Säkularisation in Bayern wurde das Kloster Langheim aufgelöst.
1925 hatte das Kirchdorf 217 Einwohner und 38 Wohnhäuser. In der Gemeinde, aus Witzmannsberg, Krumbach und dem bayerischen Weiler Wohlbach bestehend, lebten 340 Personen, von denen 222 der römisch-katholischen Kirche angehörten. Am 1. Oktober 1937 wechselte Wohlbach, in dem 1925 35 Einwohner in 6 Wohnhäusern lebten, von Witzmannsberg in das coburgische Wohlbach.
Am 1. Juli 1972 erfolgte die Eingemeindung von Witzmannsberg nach Ahorn, das Dorf Krumbach wurde nach Seßlach eingegliedert. Im Zuge der Gebietsreform entstand 1978 ein Freizeitzentrum mit einem Hallenbad, einer Kulturhalle, einem Restaurant sowie einem Außenbereich mit Tennisplätzen, Minigolfanlage und Wanderwegen. Wegen nicht mehr behebbarer technischer Mängel wurde das Hallenbad im Juli 2013 geschlossen. Das Freizeitzentrum mit Hallenbad wurde bis Oktober 2019 zu einem Bürger- und Kulturzentrum umgebaut.
Im Zusammenhang mit der COVID-19-Pandemie wurde dort Ende 2020 ein Impfzentrum für die Stadt und den Landkreis Coburg eingerichtet.
Im Jahr 1987 hatte das Dorf 696 Einwohner und 168 Wohnhäuser mit 224 Wohnungen. Im Jahr 1993 wurde ein Seniorenheim mit über hundert Plätzen in Witzmannsberg eröffnet. 2004 gab es 260 Haushalte.

## Einwohnerentwicklung
| Jahr | Einwohnerzahl |
| ---- | ------------- |
| 1875 | 212           |
| 1900 | 182           |
| 1925 | 217           |
| 1950 | 309           |
| 1970 | 353           |
| 1987 | 696           |

## Sehenswürdigkeiten

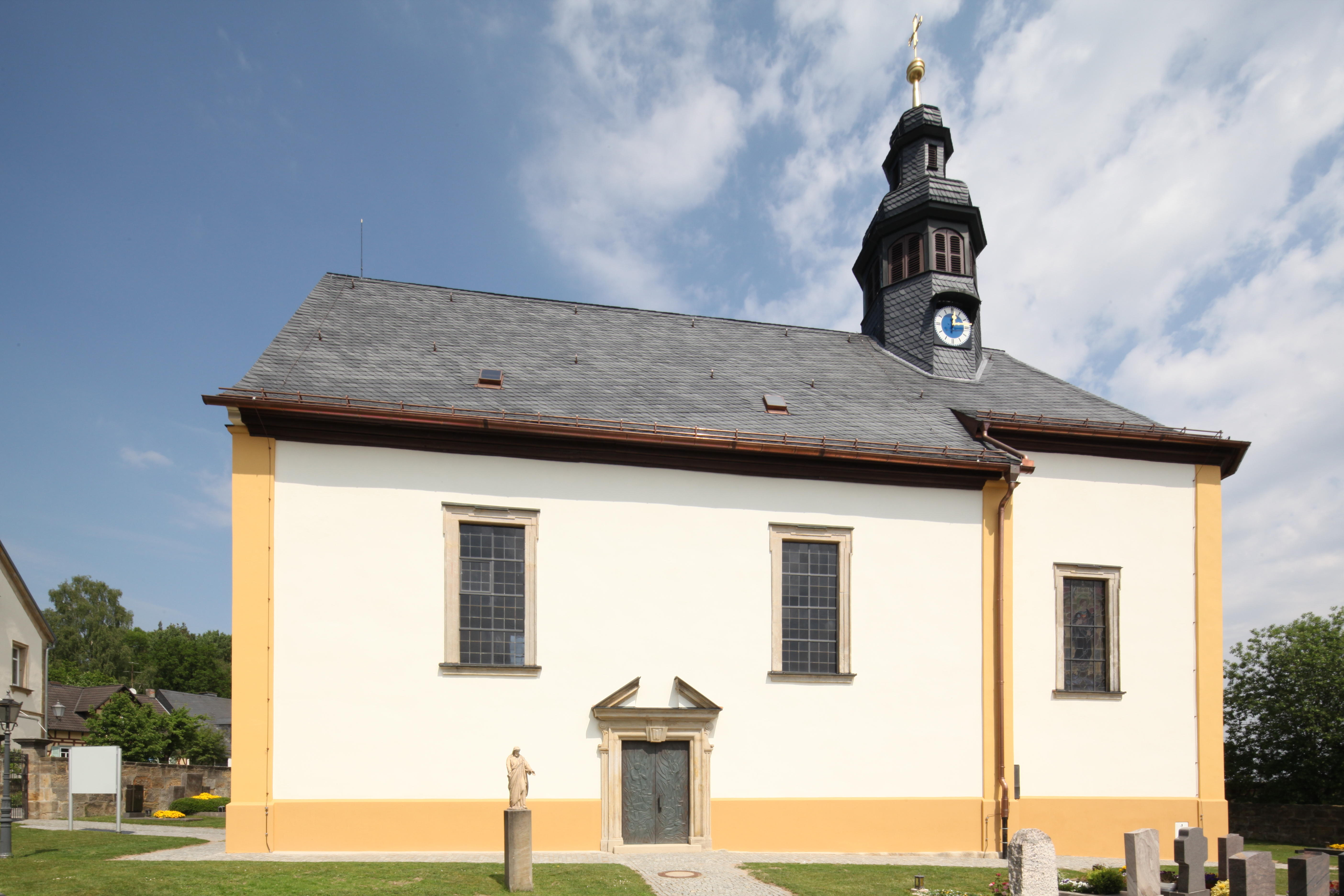
Katholische Kirche St. Johannes der Täufer

Die katholische Kirche St. Johannes der Täufer, eine Filialkirche der Pfarrei Neundorf, steht auf einer Erhebung. Sie ist von einer Kirchhofsmauer umgeben und geht wohl auf eine mittelalterliche Wehrkirchenanlage zurück. Der Saalbaukirche mit eingezogenem Chor entstand von 1708 bis 1711 nach Plänen des Seßlacher Maurermeister Hans Michael Schmitt. Der Dachreiter wurde 1790 ergänzt. Der Hochaltar, zwischen 1730 und 1740 entstanden, zeigt eine Kreuzigungsgruppe. An der linken Seitenwand befindet sich eine Verkündigungsgruppe, die der Bamberger Bildhauer Michael Trautmann 1780 für die Tambacher Klosterkirche geschaffen hatte.
Siehe auch: Verkündhalle (Witzmannsberg)